# Amtsgericht Sondershausen

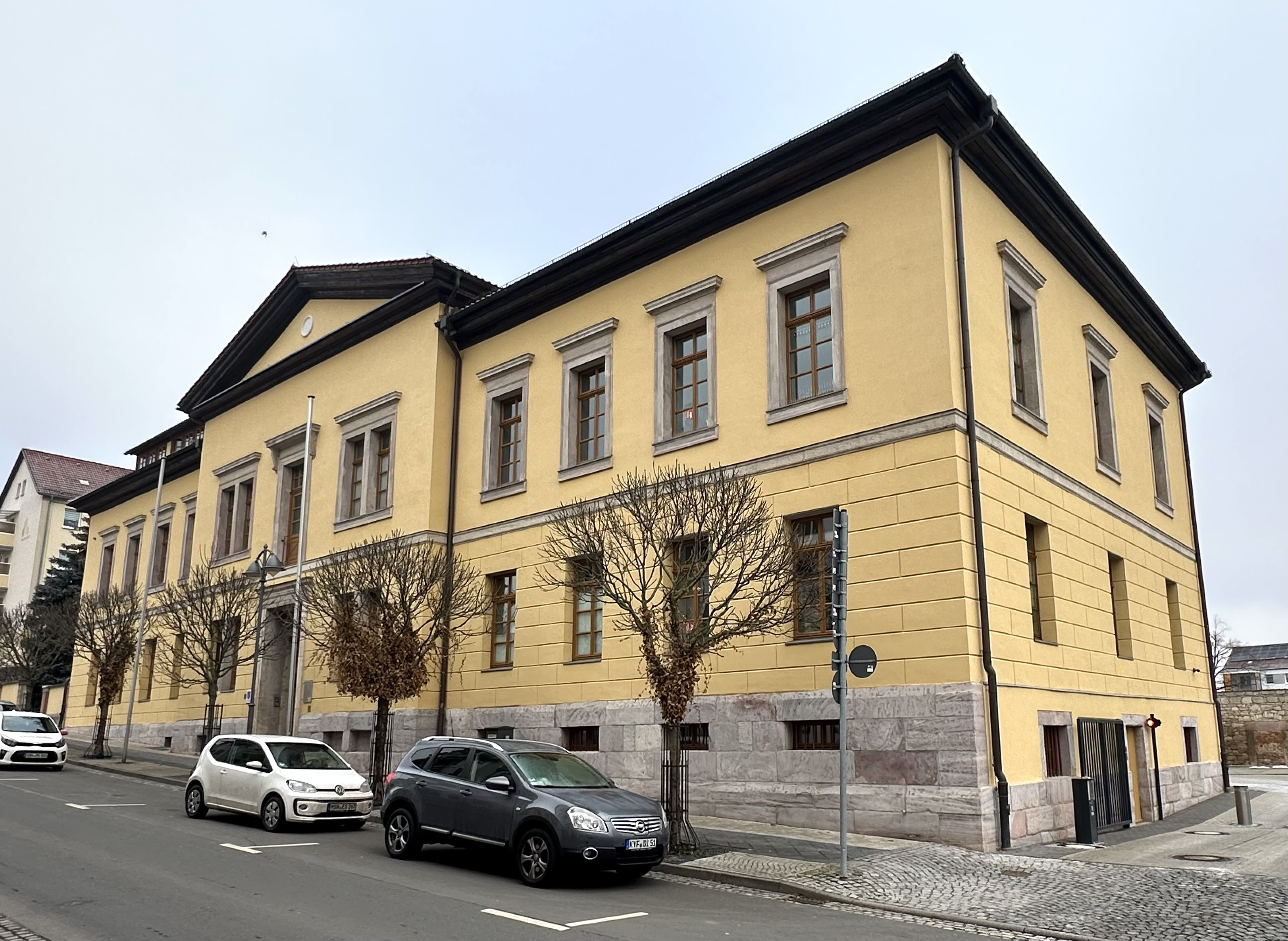
Amtsgericht Sondershausen, 2025

Das Amtsgericht Sondershausen ist ein Gericht der ordentlichen Gerichtsbarkeit. Es ist eines von vier Amtsgerichten (AG) im Bezirk des Landgerichtes Mühlhausen.

## Gerichtssitz und -bezirk
Sitz des Gerichtes ist Sondershausen, die Kreisstadt des Kyffhäuserkreises im Norden von Thüringen. Der 1038 km² große Gerichtsbezirk erstreckt sich auf den Kyffhäuserkreis mit 28 Gemeinden. In ihm leben rund 76.000 Menschen. Landwirtschaftssachen bearbeitet das Amtsgericht Mühlhausen. Für die Führung des Handels-, Genossenschafts- und Partnerschaftsregisters ist das Amtsgericht Jena zuständig. Zentrales Mahngericht ist das Amtsgericht Aschersleben.

## Gebäude
Das Gericht ist im Gebäude Ulrich-von-Hutten-Straße 2 untergebracht.

## Übergeordnete Gerichte
Dem AG Sondershausen ist das Landgericht Mühlhausen übergeordnet. Zuständiges Oberlandesgericht ist das Thüringer Oberlandesgericht in Jena.